# トレベヴィチ山
トレベヴィチ山（Trebević,Требевић）は、ボスニア・ヘルツェゴビナ中央部に位置する山である。サラエヴォ南東部、イストチノ・サラエヴォに位置しヤホリナ山に接している。トレベヴィチ山の標高は1,627 mでサラエヴォ周辺の主だった山の中ではイグマン山に次いで2番目に低い。中世、トレベヴィチ山はヅラトニ・ド（Zlatni Do）の名で知られていた。1984年に開催された、サラエボオリンピックでは他のサラエヴォ周辺の山と同様にボブスレーなど競技会場として使用されていた。サラエヴォ包囲の時には、トレベヴィチ山は砲撃には都合の良い場所であったため、要となる戦場であった。トレベヴィチ山は今日、イグマン山やビイェラシュニツァ山ほどには重要な観光地ではない。1990年代初頭の紛争で大部分では激しい戦いが起こったが、現在ではすっかり地雷も撤去されトレベヴィチ山で市民が被害を受けることは聞かれない。多くのホテルや山小屋などの施設がトレベヴィチ山近辺には立地する。トレベビッチ山には、2018年4月6、以前の設備とは全く別の新しいケーブルカーが再開営業している。廃墟となったボブスレートラックを、ハイキングコースと結び付け、魅力あるコースを作り上げている。

## 1984年冬季オリンピックとその後
1977年にボブスレーとリュージュのトラックが計画された。トラックの計画は1981年に認可されその年の6月1日に着工され.、翌年の1982年9月30日に563,209,000YUDの費用をかけ完成した。1984年のオリンピック開催時にはリュージで20,000人、ボブスレーでは30,000人の観客を集めている。冬季オリンピック開催後は1991年に勃発するユーゴスラビア紛争とそれに続くサラエヴォ包囲までは、トラックはワールドカップ等の競技会で使われていた。トラックはボスニア・ヘルツェゴビナ紛争の結果、ダメージを受けてしまった。サラエヴォ包囲時にはトラックはセルビア人ゲリラ勢力の砲撃台として使われていた 。今日でもトラックは紛争中に受けた傷跡を含め残っている。本来の用途ではなく、そのほとんどは新時代の芸術的な表現の場として使われている。また、2008年にセルビア系の団体が山の一部であるスルプスカ共和国領域に紛争を記念した26 mの巨大な正教の十字架を掲げる計画を立て論争になった。